# مورگون
مورگون (به انگلیسی: Murgon) یک شهرک در استرالیا است که در South Burnett Region واقع شده‌است.